# Kawasaki KDA-6
«Кавасакі KDA-6» (англ. KDA-6, від Kawasaki Dockyard, Army) — одномоторний розвідувальний літак, сконструйований німецьким авіаконструктором Ріхардом Фогтом і виготовлений Kawasaki в 1931 році. KDA-6 створювався для майбутнього продажу японській армії, але через бюрократичні проблеми армія не змогла профінансувати серійне виробництво. Натомість армія замовила створення легкого бомбардувальника на його базі, яким став успішний Ki-3.

## Історія
В листопаді 1930 року Kawasaki почали розробляти швидкісний розвідувальний біплан на базі успішного винищувача «Тип 92». Новий проєкт отримав внутрішнє позначення KDA-6 і мав мати більшу швидкість і дальність польоту. Як і в випадку з «Типом 92» головним дизайнером став Ріхард Фогт, а його асистентом — Такео Доі. Каркас літака був завершений в лютому 1931 року, а в жовтні прототип був готовий до випробувань.
Після успішних фабричних випробувань в Какаміґахарі літак перекинули до Тачікави для випробувань армією. Під час випробувань літак отримав попередню назву «Покращений розвідувальний літак Тип 88» (яп. 八八式改良偵察機, Хачіхачі-шікі Кайрьоу Тейсацу кі) через найближчого прийнятого на озброєння розвідника «Тип 88». Армійські випробування пройшли успішно, але згідно з новими нормами прийняття озброєння вимоги до нових літаків мали б формуватись армією, після чого запит на виробництво відправлявся до вибраного виробника. Тому KDA-6 не міг бути прийнятий на озброєння відразу, натомість Kawasaki отримала замовлення на виробництво нового легкого бомбардувальника (майбутнього Ki-3) на його базі.
Прототип було продано японській газеті Асахі Сімбун, які використовували його для комунікацій. Після однієї серйозної аварії літак відправили на ремонт, під час якого було проведено модифікації, зокрема встановлено двигун Kawasaki-BMW VIII потужністю 600 к.с., встановлено закриту кабіну, збільшено вантажний відсік і об'єм паливних баків. Збільшена маса також вимагала посилення фюзеляжу і шасі. Після редизайну літак перейменували на «Літак зв'язку A-6» (яп. A-6型通信機, A-6-ката Цушін кі). Перший політ відбувся в кінці серпня 1934 року, після чого його повернули газеті.
В вересні 1934 року в честь десятиліття першого польоту японського літака до Європи, «A-6» взяв участь в парадному польоті з Осаки до Пекіна. Вилетівши з Осаки ранком 6 вересня, «A-6» прибув до Пекіна через 9 годин 47 хвилин зробивши одну посадку в Сеулі, загалом подолавши 1980 кілометрів. Разом з новішим монопланом «C-5» «A-6» продовжував використовуватись газетою як дальній літак зв'язку.

## Тактико-технічні характеристики (KDA-6)
Дані з Japanese Aircraft 1910—1941

### Технічні характеристики
- Екіпаж: 2 особи
- Довжина: 7,2 м
- Висота: 3,05 м
- Розмах крил:
  - верхнього: 12,4 м
  - нижнього: 10,3 м
- Площа крил: 34,5 м²
- Маса пустого: 1460 кг
- Маса спорядженого: 2310 кг
- Навантаження на крило: 67 кг/м²
- Двигун: 12-циліндровий V-подібний Kawasaki BMW VI водяного охолодження
- Потужність: 500 к. с.
- Гвинт: дволопатевий дерев'яний гвинт
- Питома потужність: 4,6 кг/к.с.

### Льотні характеристики
- Максимальна швидкість: 296 км/год

### Озброєння
- Стрілецьке:
  - 2 × 7,7-мм курсові кулемети
  - 1 × 7,7-мм кулемет в турелі стрільця